# Světový pohár v biatlonu 2017/2018 – Ruhpolding
5. podnik Světového poháru v biatlonu v sezóně 2017/18 probíhal od 10. do 14. ledna 2018 v německém Ruhpoldingu. Na programu podniku byly vytrvalostní závody, mužské i ženské štafety a závody s hromadným startem.

## Program závodů
Oficiální program:
| Datum     | Disciplína                       | Začátek (SEČ) | Počet závodníků |
| --------- | -------------------------------- | ------------- | --------------- |
| 10. ledna | Vytrvalostní závod (muži)        | 14:20         | 107             |
| 11. ledna | Vytrvalostní závod (ženy)        | 14:20         | 102             |
| 12. ledna | Štafeta muži                     | 14:30         | 26 týmů         |
| 13. ledna | Štafeta ženy                     | 14:30         | 23 týmy         |
| 14. ledna | Závod s hromadným startem (muži) | 12:15         | 30              |
| 14. ledna | Závod s hromadným startem (ženy) | 14:40         | 30              |

## Průběh závodů

### Vytrvalostní závody
V závodě mužů střílel Ondřej Moravec všechny položky čistě, některé velmi rychle a po střelbách odjížděl vždy na průběžném prvním místě. Brzy po něm jedoucí Martin Fourcade se však díky rychlejšímu běhu dostal vždy před něj.  Při poslední položce sice Fourcade jednou chyboval, ale v běhu si vypracoval takový náskok, že i s touto minutovou penalizací dojel do cíle o minutu před Moravcem. Nor Johannes Thingnes Bø se zpočátku díky čisté střelbě udržoval před českým reprezentantem, ale vinou chyby při poslední střelbě se dostal za něj a 20sekundovou ztrátu už nedokázal dojet. Moravec se tak po deseti měsících – v březnu 2017 skončil druhý ve sprintu v Kontiolahti – umístil na stupních vítězů. „Vleže si ty rány pohlídal a vstoje předvedl rychlopalby, na které je zvyklý,“ řekl v České televizi trenér mužů Michael Málek. Michal Krčmář podobně jako Moravec nechyboval na střelnici ani jednou, ale vinou pomalejšího času skončil v cíli na pátém místě; i pro něj to však bylo nejlepší umístění v závodech světového poháru za poslední rok. Dařilo se i Michalu Šlesingrovi, který s jedním nezasaženým terčem dojel na osmém místě. Závod se jel za pěkného počasí a i proto v něm vítězný Fourcade dosáhl nejlepšího historického času na této trati.
V závodě žen běžela Veronika Vítková zpočátku rychle, ale při každé střelbě vleže udělala po jedné chybě a dojela jako dvanáctá. Eva Puskarčíková udělala naopak chybu při každé položce vstoje a skončila na 23. místě. Veronika Zvařičová udělala na střelnici jen jednu chybu a díky tomu dojela na 32. pozici. Vylepšila si tak o dvě místa svoje historicky nejlepší individuální umístění v závodě světového poháru. Zvítězila Italka Dorothea Wiererová, která zasáhla všechny terče. Překvapením bylo třetí místo Kanaďanky Rosanny Crawfordové, pro kterou to bylo první individuální umístění na stupních vítězů v kariéře.

### Štafety
Oproti předcházejícímu závodu v Oberhofu panovalo v Ruhpoldingu příznivé počasí, takže závodníci lépe stříleli a většina štafet nemusela na trestné kolo. Za český tým jel tentokrát na prvním úseku Ondřej Hošek. Musel třikrát dobíjet a předával na 19. místě. Michal Krčmář pozici českého týmu nevylepšil, když udělal také tři chyby na střelnici. Lépe se dařilo Michalu Šlesingrovi, který sice při střelbě dvakrát chyboval, ale rychlým během posunul český tým na osmé místo. Ondřej Moravec běžel zejména v prvních dvou svých úsecích ještě rychleji, ale před ním jedoucí švédští a italští závodníci už měli větší náskok, takže se mu nepodařilo posunout se na lepší pozici. Zvítězili Norové, kteří prakticky stále jeli ve vedoucí skupině a pokud nevedli, měli jen několikasekundovou ztrátu. Druzí skončili Francouzi zásluhou zejména bezchybné střelby a rychlého běhu Martina Fourcada na třetím úseku.
Ženskou štafetu rozbíhala Jessica Jislová. Na střelnici udělala tři chyby, ale nemusela jako v předcházejících štafetách na trestné kolo a navíc první a třetí kolo rychle běžela. Předávala Markétě Davidové na 13 místě. Ta sice pomaleji běžela i střílela, ale nezasáhla jen jeden terč a tak českou pozici udržela. Eva Puskarčíková střílela jako obvykle rychle, solidně běžela a na střelnici udělala dvě chyby. I díky tomu, že několik závodnic jedoucích před ní muselo na trestná kola, posunula českou štafetu na deváté místo. To ještě vylepšila Veronika Vítková, které sice také pomohlo, že dvě štafety jely trestné kolo, ale přidala velmi rychlý běh a rychlou střelbu vstoje. Do cíle dojela jako šestá. Přestože většinu závodu se v čele udržovaly nejlépe střílející Italky (celkem jen tři nezasažené terče), zvítězily německé reprezentantky, také díky velmi rychlému běhu Laura Dahlmeierové v posledním úseku. Zajímavostí byl start tří sester Gasparinových (Elisa, Selina a Aita) v švýcarském týmu.

### Závody s hromadným startem
Michalu Šlesingrovi se v tomto závodě podařilo zasáhnout všechny terče. Střílel ovšem pomalu a zpočátku taky pomaleji běžel, takže se nejdříve udržoval uprostřed startovního pole a až postupně se propracovával dopředu. V cílové rovině vyhrál sprinterský soubor s Benediktem Dollem a skončil osmý. Michal Krčmář nezasáhl celkem tři terče a do cíle dojel na 16. pozici. O vítězství bojovali Martin Fourcade a Johannes Thingnes Bø. Fourcade však při předposlední střelbě udělal dvě chyby, klesla na 15. místo a i když pak běžel nejrychleji, Nora nedostihl a dojel na druhém místě s několikasekundovou ztrátou.
V závodě žen udělala Veronika Vítková chybu na první střelbě. Klesla na 14. pozici, ale rychlým během ji pak vylepšovala a nezvyšovala ztrátu na vedoucí závodnice. Při třetí položce udělala jednu chybu, ale když čtvrtou zastřílela čistě, dostala se na druhé místo s 16sekundovou ztrátou na bezchybně střílejí Kanaďanku Rosannu Crawfordovou. Jen několik sekund za ní však vyjížděly Finka Kaisa Mäkäräinenová a Němka Laura Dahlmeierová, které musely na trestné kolo. V největším stoupání na trati Vítkovou předjely, ale ta se jich dokázala zachytit a všechny dojížděly Kanaďanku. Finka s Němkou ji předstihly v druhé polovině kola, ale Vítková se jí přibližovala jen pomalu. Do cílové roviny najížděla až za Crawfordovou, ale v cíli ji dokázala o půl sekundy předstihnout a dojet třetí. „Na Rosanu jsem si věřila, ač už to pak nevypadalo, že ji dojedu, ale tam bylo vidět, že ona je hodně tuhá, tak jsem to zkusila ještě v té cílové rovince a vyšlo to.“ řekla Vítková pro Českou televizi. Zvítězila Kaisa Mäkäräinenová, které se před poslední zatáčkou dostala před Dahlmeierovou a náskok už udržela.

## Pořadí zemí
| Pořadí | Země    | 1. místo | 2. místo | 3. místo | Celkově |
| ------ | ------- | -------- | -------- | -------- | ------- |
| 1.     | Norsko  | 2        | 0        | 1        | 3       |
| 2.     | Francie | 1        | 2        | 1        | 4       |
| 3.     | Finsko  | 1        | 1        | 0        | 2       |
| 3.     | Itálie  | 1        | 1        | 0        | 2       |
| 3.     | Německo | 1        | 1        | 0        | 2       |
| 6.     | Česko   | 0        | 1        | 1        | 2       |
| 7.     | Kanada  | 0        | 0        | 1        | 1       |
| 7.     | Rusko   | 0        | 0        | 1        | 1       |
| 7.     | Švédsko | 0        | 0        | 1        | 1       |
|        | Celkem  | 6        | 6        | 6        | 18      |

## Umístění na stupních vítězů

### Muži
| Disciplína                        | První místo                                                                    | Výkon     | Druhé místo                                                                      | Výkon     | Třetí místo                                                   | Výkon     |
| Vytrvalostní závod (20 km)        | Martin Fourcade                                                                | 44:27,9   | Ondřej Moravec                                                                   | 45:28,9   | Johannes Thingnes Bø                                          | 45:34,2   |
| Štafety (4×7,5 km)                | Norsko Lars Helge Birkeland Tarjei Bø Emil Hegle Svendsen Johannes Thingnes Bø | 1:13:11,1 | Francie Simon Desthieux Quentin Fillon Maillet Martin Fourcade Antonin Guigonnat | 1:13:36,0 | Rusko Alexej Volkov Maxim Cvetkov Anton Babikov Anton Šipulin | 1:14:04,5 |
| Závod s hromadným startem (15 km) | Johannes Thingnes Bø                                                           | 37:11,2   | Martin Fourcade                                                                  | 37:15,7   | Antonin Guigonnat                                             | 37:19,6   |

### Ženy
| Disciplína                          | První místo                                                                               | Výkon     | Druhé místo                                                                        | Výkon     | Třetí místo                                                               | Výkon     |
| Vytrvalostní závod (15 km)          | Dorothea Wiererová                                                                        | 36:16,7   | Kaisa Mäkäräinenová                                                                | 36:26,8   | Rosanna Crawfordová                                                       | 37:03,7   |
| Štafety (4×6 km)                    | Německo Franziska Preussová Denise Herrmannová Franziska Hildebrandová Laura Dahlmeierová | 1:08:47,0 | Itálie Lisa Vittozziová Dorothea Wiererová Nicole Gontierová Federica Sanfilippová | 1:08:49,9 | Švédsko Linn Perssonová Mona Brorssonová Anna Magnussonová Hanna Obergová | 1:09:04,2 |
| Závod s hromadným startem (12,5 km) | Kaisa Mäkäräinenová                                                                       | 34:05,6   | Laura Dahlmeierová                                                                 | 34:06,4   | Veronika Vítková                                                          | 34:10,2   |